# Chontales
Chontales is een departement van Nicaragua, gelegen in het midden van het land aan de oostelijke oever van het Meer van Nicaragua. De hoofdstad is Juigalpa.
Het departement bestrijkt een oppervlakte van 6481 km² en heeft 189.871 inwoners (2019).
Chontales grenst in het noorden aan het departement Boaco, in het oosten aan de autonome regio Costa Caribe Sur en in het zuiden aan het departement Río San Juan.

## Gemeenten
Het departement is ingedeeld in tien gemeenten:
- Acoyapa
- Comalapa
- El Coral
- Juigalpa
- La Libertad
- San Francisco de Cuapa
- San Pedro de Lóvago
- Santo Domingo
- Santo Tomás
- Villa Sandino

Boaco · Carazo · Chinandega · Chontales · Estelí · Granada · Jinotega · León · Madriz · Managua · Masaya · Matagalpa · Nueva Segovia · Rivas · Río San Juan
Autonome regio's: Región Autónoma de la Costa Caribe Norte · Región Autónoma de la Costa Caribe Sur